# Microsoft Word Viewer
O Microsoft Word Viewer é um autônomo programa freeware para Microsoft Windows que permite que os usuários que não possuem o Microsoft Word para exibir e imprimir documentos que foram criados no Microsoft Office. Microsoft Word Viewer não está disponível para compra, mas pode ser baixado do site da Microsoft gratuitamente. Para editar documentos visualizados, é necessário copiar o texto para a área de transferência e colar em um editor alternativo.
De acordo com os termos do contrato de licença do Microsoft Word Viewer 2003, o software pode ser instalado e utilizado para visualizar e imprimir documentos criados com o software Microsoft Office. O software não pode ser usado para qualquer outra finalidade.
Suporte de formatos de arquivo no Microsoft Word Viewer são: doc, docx, docm, ponto, rtf, wri, txt, htm, html, mht, mhtml , xml, WPD, WPS. Para visualização do Office Open XML documentos de texto (docx, docm), o "Microsoft Office Compatibility Pack for Word, Excel e PowerPoint 2007 File Formats" deve estar instalado.

## História
- O Word Viewer 97-2000 foi lançado em 17 de março de 1999 e foi capaz de abrir documentos que foram criados com versões do Word para Windows 98 e Windows 2000 e com a versão 4.x e versões posteriores do Microsoft Word para Macintosh. [ 5 ] Foi disponíveis em edições de 16-bit para versões do Windows de 32-bit e otimizado para exibir documentos do Word no Internet Explorer 3.xe posterior.
- Word Viewer 2003 foi lançado em 15 de dezembro de 2004 substitui o Word Viewer 97-2000. Ele adicionou suporte para o Word XP e Word 2003, além de suporte para versões anteriores.
- Word Viewer foi lançado em 26 de setembro de 2007 substituindo o Word Viewer 2003. Ele adicionou suporte para o Microsoft Office Word 2007. Um produto associado, o Microsoft Office Compatibility Pack, adiciona suporte para os formatos de arquivo adicionais encontrados no Office 2007.[5]
- O Microsoft Word Viewer foi descontinuado em novembro de 2017. Ele não está mais disponível para download ou receber atualizações de segurança. Para continuar exibindo gratuitamente arquivos do Word, é recomendável instalar o aplicativo móvel do Word ou armazenar documentos em OneDrive ou recados, onde on-line do Word abrirá no seu navegador.[6]